# Krisztián Sárneczky
Krisztián Sárneczky (n. Budapest, Hungría, 6 de noviembre de 1974) es un profesor de geografía y astrónomo húngaro.
Prolífico descubridor de asteroides, realizó la mayor parte de sus descubrimientos desde el Observatorio Konkoly. Es miembro de la Asociación Astrónomica de Hungría y de la Asociación Estadounidense de Observadores de Estrellas Variables.

## Ámbito profesional

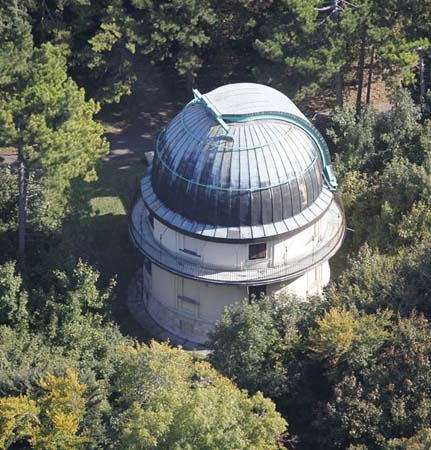
Vista aérea del Observatorio Konkoly

En noviembre de 1997 consiguió, junto al astrónomo László Kiss, un permiso del Observatorio Konkoly para utilizar uno de sus telescopios durante una semana para la observación de cometas y asteroides, período durante el cual observaron unos cien de ellos. Debido al éxito de la experiencia, en enero de 1998 le extendieron el permiso que, finalmente, se hizo permanente. Inicialmente, la información recolectada se procesaba en instalaciones de la Universidad de Szeged, a veces una semana después de tomadas las fotografías. El primer descubrimiento confirmado por el Centro de Planetas Menores fue (91024) Széchenyi, observado por primera vez el 28 de febrero de 1998.

## Asteroides descubiertos

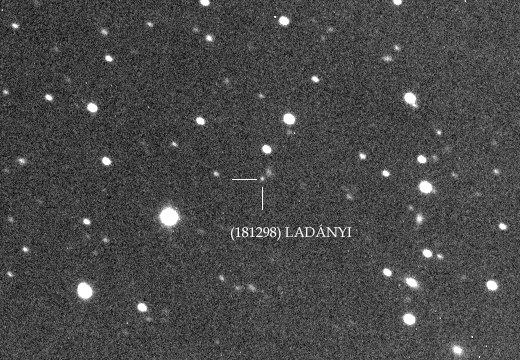
Fotografía del asteroide (181298) Ladanyi tomada por Sárneczky el 27 de julio de 2013

Entre 1998 y 2010, Sárneczky descubrió 224 asteroides, de los cuales 106 tenían nomenclatura definitiva en 2012. Los siguientes son aquellos que a junio de 2017 tienen nomenclatura definitiva:
| Asteroide                 | Descubrimiento           | N.    |
| ------------------------- | ------------------------ | ----- |
| (14181) Koromhazi         | 20 de noviembre de 1998  | [ A ] |
| (23718) Horgos            | 2 de abril de 1998       | [ A ] |
| (28196) Szeged            | 15 de diciembre de 1998  | [ A ] |
| (31872) Terkan            | 13 de marzo de 2000      | [ B ] |
| (37432) Piszkesteto       | 11 de junio de 2002      | [ C ] |
| (38442) Szilard           | 24 de septiembre de 1999 | [ B ] |
| (39971) Jozsef            | 2 de abril de 1998       | [ A ] |
| (44479) Olaheszter        | 24 de noviembre de 1998  | [ A ] |
| (45300) Thewrewk          | 1 de enero de 2000       | [ A ] |
| (53029) Wodetzky          | 22 de noviembre de 1998  | [ A ] |
| (64974) Savaria           | 11 de enero de 2002      | [ C ] |
| (67308) Oveges            | 21 de abril de 2000      | [ A ] |
| (68114) Deakferenc        | 1 de enero de 2001       | [ A ] |
| (68144) Mizser            | 1 de enero de 2001       | [ A ] |
| (72071) Gabor             | 31 de diciembre de 2000  | [ A ] |
| (73511) Lovas             | 25 de diciembre de 2002  |       |
| (75555) Wonaszek          | 31 de diciembre de 1999  | [ A ] |
| (75570) Jenowigner        | 1 de enero de 2000       | [ A ] |
| (75823) Csokonai          | 28 de enero de 2000      | [ A ] |
| (82071) Debrecen          | 31 de diciembre de 2000  | [ A ] |
| (82092) Kalocsa           | 27 de febrero de 2001    | [ D ] |
| (82656) Puskas            | 10 de agosto de 2001     | [ B ] |
| (84919) Karinthy          | 3 de noviembre de 2003   | [ E ] |
| (84921) Morkolab          | 9 de noviembre de 2003   | [ F ] |
| (84995) Zselic            | 26 de diciembre de 2003  |       |
| (84996) Hortobagy         | 26 de diciembre de 2003  |       |
| (86196) Specula           | 24 de septiembre de 1999 | [ A ] |
| (89973) Aranyjanos        | 8 de septiembre de 2002  |       |
| (90370) Jokaimor          | 7 de julio de 2003       | [ F ] |
| (90376) Kossuth           | 5 de noviembre de 2003   | [ E ] |
| (91024) Szechenyi         | 28 de febrero de 1998    | [ A ] |
| (95179) Berko             | 16 de enero de 2002      | [ C ] |
| (95954) Bayzoltan         | 23 de agosto de 2003     | [ F ] |
| (106869) Irinyi           | 31 de diciembre de 2000  | [ A ] |
| (107052) Aquincum         | 1 de enero de 2001       | [ A ] |
| (111468) Alba Regia       | 23 de diciembre de 2001  | [ G ] |
| (111570) Agasvar          | 11 de enero de 2002      | [ C ] |
| (111594) Raktanya         | 11 de enero de 2002      | [ C ] |
| (113202) Kisslaszlo       | 7 de septiembre de 2002  |       |
| (113203) Szabo            | 7 de septiembre de 2002  |       |
| (113214) Vinko            | 9 de septiembre de 2002  |       |
| (114659) Sajnovics        | 28 de marzo de 2003      |       |
| (114987) Tittel           | 26 de agosto de 2003     | [ F ] |
| (114990) Szeidl           | 26 de agosto de 2003     | [ F ] |
| (114991) Balazs           | 26 de agosto de 2003     | [ F ] |
| (115058) Tassantal        | 4 de septiembre de 2003  | [ F ] |
| (115059) Nagykaroly       | 5 de septiembre de 2003  | [ F ] |
| (115254) Fenyi            | 22 de septiembre de 2003 | [ F ] |
| (115885) Ganz             | 6 de noviembre de 2003   | [ F ] |
| (117086) Loczy            | 8 de junio de 2004       | [ B ] |
| (117711) Degenfeld        | 1 de abril de 2005       |       |
| (117712) Podmaniczky      | 1 de abril de 2005       |       |
| (117713) Kovesligethy     | 2 de abril de 2005       |       |
| (117714) Kiskartal        | 2 de abril de 2005       |       |
| (121817) Szatmary         | 2 de enero de 2000       | [ A ] |
| (125071) Lugosi           | 8 de octubre de 2001     |       |
| (126245) Kandokalman      | 13 de enero de 2002      | [ C ] |
| (126315) Blathy           | 13 de enero de 2002      | [ C ] |
| (128062) Szrogh           | 6 de julio de 2003       | [ F ] |
| (129259) Tapolca          | 25 de agosto de 2005     | [ H ] |
| (131762) Csonka           | 11 de enero de 2002      | [ C ] |
| (131763) Donatbanki       | 11 de enero de 2002      | [ C ] |
| (132718) Kemeny           | 23 de julio de 2002      |       |
| (132824) Galamb           | 17 de agosto de 2002     |       |
| (132874) Latinovits       | 9 de septiembre de 2002  |       |
| (133161) Ruttkai          | 24 de agosto de 2003     | [ F ] |
| (133250) Rubik            | 5 de septiembre de 2003  | [ F ] |
| (134130) Apaczai          | 3 de enero de 2005       |       |
| (135799) Raczmiklos       | 7 de septiembre de 2002  |       |
| (136473) Bakosgaspar      | 1 de abril de 2005       |       |
| (136518) Opitz            | 28 de septiembre de 2005 |       |
| (137066) Gellert-hegy     | 23 de noviembre de 1998  | [ A ] |
| (139028) Haynald          | 28 de febrero de 2001    | [ D ] |
| (142275) Simonyi          | 8 de septiembre de 2002  |       |
| (143579) Derimiksa        | 28 de marzo de 2003      |       |
| (145075) Zipernowsky      | 6 de abril de 2005       |       |
| (145593) Xantus           | 18 de agosto de 2006     |       |
| (147421) Gardonyi         | 1 de abril de 2003       |       |
| (151242) Hajos            | 11 de enero de 2002      | [ C ] |
| (151659) Egerszegi        | 25 de diciembre de 2002  |       |
| (152454) Darnyi           | 3 de noviembre de 2005   |       |
| (154141) Kertesz          | 12 de marzo de 2002      |       |
| (154493) Portisch         | 27 de marzo de 2003      |       |
| (157020) Fertoszentmiklos | 26 de agosto de 2003     | [ F ] |
| (157141) Sopron           | 6 de agosto de 2004      | [ I ] |
| (159629) Brunszvik        | 16 de enero de 2002      | [ C ] |
| (159974) Badacsony        | 24 de enero de 2006      |       |

| Asteroide                 | Descubrimiento           | N.    |
| ------------------------- | ------------------------ | ----- |
| (160001) Bakonybel        | 5 de abril de 2006       |       |
| (161092) Zsigmond         | 29 de julio de 2002      |       |
| (161349) Mecsek           | 19 de septiembre de 2003 | [ F ] |
| (161975) Kincsem          | 8 de junio de 2007       |       |
| (163819) Teleki           | 7 de septiembre de 2003  | [ F ] |
| (164268) Hajmasi          | 11 de noviembre de 2004  |       |
| (166886) Ybl              | 25 de diciembre de 2002  |       |
| (167018) Csontoscsaba     | 23 de agosto de 2003     |       |
| (167341) Borzsony         | 3 de noviembre de 2003   |       |
| (170900) Jendrassik       | 11 de noviembre de 2004  |       |
| (171118) Szigetkoz        | 2 de abril de 2005       |       |
| (171429) Hunstead         | 1 de septiembre de 2007  | [ A ] |
| (175281) Kolonics         | 28 de mayo de 2005       |       |
| (175566) Papplaci         | 1 de octubre de 2006     | [ J ] |
| (178156) Borbala          | 17 de octubre de 2006    | [ K ] |
| (178796) Posztoczky       | 27 de febrero de 2001    | [ D ] |
| (180824) Kabos            | 2 de abril de 2005       |       |
| (180857) Hofigeza         | 28 de abril de 2005      |       |
| (181298) Ladanyi          | 17 de agosto de 2006     |       |
| (184930) Gobbihilda       | 4 de noviembre de 2005   |       |
| (187125) Marxgyorgy       | 31 de agosto de 2005     | [ K ] |
| (190504) Hermanotto       | 22 de abril de 2000      | [ B ] |
| (191341) Lanczos          | 24 de agosto de 2003     | [ F ] |
| (191856) Almarivan        | 11 de noviembre de 2004  |       |
| (191857) Illeserzsebet    | 12 de noviembre de 2004  |       |
| (192155) Hargittai        | 21 de abril de 2006      |       |
| (194970) Marai            | 13 de enero de 2002      | [ C ] |
| (196005) Robertschiller   | 12 de septiembre de 2002 |       |
| (196736) Munkacsy         | 19 de septiembre de 2003 | [ F ] |
| (199687) Erosszsolt       | 21 de abril de 2006      |       |
| (199688) Kisspeter        | 21 de abril de 2006      |       |
| (209054) Lombkato         | 23 de agosto de 2003     | [ F ] |
| (209791) Tokaj            | 1 de abril de 2005       |       |
| (217398) Tihany           | 5 de abril de 2005       |       |
| (227218) Renyi            | 5 de septiembre de 2005  |       |
| (228893) Gerevich         | 6 de septiembre de 2003  | [ F ] |
| (230656) Kovacspal        | 19 de septiembre de 2003 | [ F ] |
| (231278) Kárpáti          | 25 de enero de 2006      |       |
| (231470) Bedding          | 2 de septiembre de 2007  | [ A ] |
| (233893) Honthyhanna      | 21 de diciembre de 2008  |       |
| (234294) Pappsandor       | 31 de diciembre de 2000  | [ A ] |
| (235201) Lorantffy        | 23 de septiembre de 2003 | [ F ] |
| (236170) Cholnoky         | 9 de noviembre de 2005   |       |
| (238710) Halassy          | 4 de abril de 2005       |       |
| (238771) Juhaszbalazs     | 12 de mayo de 2005       |       |
| (240697) Gemenc           | 1 de abril de 2005       |       |
| (240757) Farkasberci      | 26 de mayo de 2005       |       |
| (241363) Erdibalint       | 19 de diciembre de 2007  |       |
| (242523) Kreszgeza        | 5 de enero de 2005       |       |
| (247542) Ripplronai       | 8 de septiembre de 2002  |       |
| (250526) Steinerzsuzsanna | 11 de agosto de 2004     | [ I ] |
| (253412) Raskaylea        | 23 de agosto de 2003     | [ F ] |
| (254846) Csontvary        | 5 de septiembre de 2005  |       |
| (254876) Strommer         | 24 de septiembre de 2005 |       |
| (255257) Mechwart         | 4 de noviembre de 2005   |       |
| (260601) Wesselenyi       | 2 de abril de 2005       |       |
| (265490) Szabados         | 1 de abril de 2005       |       |
| (265594) Keletiagnes      | 5 de septiembre de 2005  |       |
| (266622) Malna            | 24 de agosto de 2008     |       |
| (269232) Tahin            | 21 de agosto de 2008     |       |
| (269742) Kroonorbert      | 23 de octubre de 1998    | [ A ] |
| (271009) Reitterferenc    | 25 de diciembre de 2002  |       |
| (274302) Abaházi          | 24 de agosto de 2008     |       |
| (274810) Fedaksari        | 27 de diciembre de 2008  |       |
| (276975) Heller           | 11 de noviembre de 2004  |       |
| (277106) Forgo            | 1 de abril de 2005       |       |
| (287693) Hugonnaivilma    | 24 de agosto de 2003     | [ F ] |
| (287787) Karady           | 20 de septiembre de 2003 | [ F ] |
| (303648) Mikszath         | 27 de mayo de 2005       |       |
| (304368) Moricz           | 26 de septiembre de 2006 | [ J ] |
| (313116) Palvenetianer    | 31 de diciembre de 2000  | [ A ] |
| (314163) Kittenberger     | 1 de abril de 2005       |       |
| (318547) Fidrich          | 2 de abril de 2005       |       |
| (318694) Keszthelyi       | 29 de agosto de 2005     | [ K ] |
| (318698) Barthalajos      | 30 de agosto de 2005     |       |
| (320260) Bertout          | 31 de agosto de 2007     | [ A ] |
| (322912) Jedlik           | 11 de enero de 2002      | [ C ] |
| (327512) Biro             | 24 de enero de 2006      |       |
| (338373) Fonoalbert       | 25 de diciembre de 2002  |       |
| (344641) Szeleczky        | 23 de agosto de 2003     | [ F ] |
| (348407) Patkosandras     | 12 de mayo de 2005       |       |
| (351785) Reguly           | 21 de abril de 2006      |       |
| (376694) Kassak           | 30 de enero de 2011      | [ L ] |
| (391988) Illmarton        | 27 de diciembre de 2008  |       |
| (418891) Vizi             | 31 de diciembre de 2008  |       |
| (541982) Grendel          | 16 de marzo de 2012      | [ M ] |
| (541992) Lukacsbela       | 27 de marzo de 2012      |       |
| (551091) Florferenc       | 22 de octubre de 2012    | [ N ] |
| (576870) Orszaglili       | 18 de octubre de 2012    | [ N ] |